# 杉浦健
杉浦 健（すぎうら たけし、1956年12月20日 - ）は、新潟放送の元アナウンサー。

## 略歴
- 福島県福島市出身。日本大学芸術学部を卒業後、1980年に新潟放送へ入社した（同期に小野沢裕子）。当時縁故採用だった新潟放送に、東京会場の一般公募で入社した。

- これまで中央競馬の新潟競馬場開催分の実況[2]や、ラジオのワイド番組『はればれワイド にっこり大放送』『リバーサイドウェーブ』のパーソナリティなどを担当した[1]。

- 2002年に報道制作局情報センターアナウンス担当部から同局報道部へ異動し、報道記者に転身した。以降はテレビ『Nスタ新潟』でリポートを務めた他、ラジオ『ゴゴラク!』の3時台「ニュース解説」のコーナーに不定期で出演していた。

- 東京ヤクルトスワローズの大ファンでもある。ビートルズファンでもあり、万馬券的中で購入したヘフナーベース（ポール使用のメーカー）は宝物。

## 人物
- 地元局のテレビユー福島でアナウンサーを務めた杉浦敦は実弟。

## 過去の出演番組
ラジオ
- ゴゴラク!（3時のニュース解説・主に月曜）
- ブランチバスケット
- はればれワイド にっこり大放送
- リバーサイドウェーブ

## 主な実況歴
- 中央競馬
  - 新潟大賞典（1991年～1994年, 1996年〜1998年）　
  - 関屋記念（1993年, 1994年, 1996年, 1998年, 1999年）
  - 新潟記念（1993年, 1995年, 1998年）
  - 新潟3歳ステークス（1993年）
  - カブトヤマ記念（1995年）
  - 福島記念（1995年, 1996年）

- 新潟県競馬
  - 新潟グランプリ（1990年, 1991年）